# Festival international du film pour enfants de New York
Le Festival international du film pour enfants de New York (NYICFF) (en anglais New York International Children's Film Festival) est un festival annuel qui se déroule à New York aux mois de février et mars. Il est fondé en 1997 pour soutenir la création et la diffusion d'un film réfléchi, provocant et intelligent pour les enfants et les adolescents âgés de 3 à 18 ans. 
En plus de l’événement annuel qui se déroule sur quatre semaines, le festival présente des camps de programmation et de réalisation de films tout au long de l’année à New York, des festivals satellites à Miami, en Floride et à Westchester, ainsi qu’un programme en tournée dans des théâtres et des spectacles culturels indépendants.
Les lauréats des prix sélectionnés par le festival sont éligibles à l'Académie dans les catégories Meilleur court métrage d'animation et Oscar du meilleur court métrage en prises de vues réelles.

## Membres du jury
| - Adam Gopnik - Frances McDormand - Lynn McVeigh - Matthew Modine - Michel Ocelot - Dana Points - Susan Sarandon - James Schamus - Evan Shapiro - Uma Thurman - John Turturro - Christine Vachon - Gus Van Sant | - Adam Gopnik - Lynn McVeigh - Matthew Modine - Michel Ocelot - Dana Points - Susan Sarandon - James Schamus - Evan Shapiro - Uma Thurman - John Turturro - Christine Vachon - Gus Van Sant | - John Canemaker - Adam Gopnik - Lynn McVeigh - Matthew Modine - Tomm Moore - Michel Ocelot - Dana Points - Susan Sarandon - James Schamus - Evan Shapiro - Uma Thurman - Christine Vachon - Gus Van Sant - Taika Waititi - Jeffrey Wright | - John Canemaker - Geena Davis - Lynn McVeigh - Matthew Modine - Tomm Moore - Michel Ocelot - Dana Points - Susan Sarandon - James Schamus - Evan Shapiro - Christine Vachon - Gus Van Sant - Taika Waititi - Jeffrey Wright | - John Canemaker - Geena Davis - Lynn McVeigh - Matthew Modine - Richard Peña - Bill Plympton - Dana Points - Susan Sarandon - James Schamus - Henry Sellick - Evan Shapiro - Uma Thurman - Christine Vachon - Gus Van Sant - Taika Waititi - Jeffrey Wright |

| - John Canemaker - Geena Davis - Lynn McVeigh - Matthew Modine - Richard Peña - Bill Plympton - Dana Points - Susan Sarandon - James Schamus - Henry Sellick - Christine Vachon - Gus Van Sant - Taika Waititi - Jeffrey Wright | - John Canemaker - Sofia Coppola - Geena Davis - Lynn McVeigh - Matthew Modine - Julianne Moore - Richard Peña - Bill Plympton - Dana Points - Susan Sarandon - James Schamus - Christine Vachon - Gus Van Sant - Taika Waititi - Jeffrey Wright | - John Canemaker - Sofia Coppola - Geena Davis - Lynn McVeigh - Matthew Modine - Richard Peña - Bill Plympton - Dana Points - James Schamus - Uma Thurman - Christine Vachon - Gus Van Sant - Taika Waititi - Nadine Zylstra - Jeffrey Wright | - John Canemaker - Sofia Coppola - Geena Davis - Hope Davis - Madeline Di Nonno - Julianna Margulies - Lynne McVeigh - Rosie Perez - Ira Sachs - Mark Osborne - Richard Peña - Zoe Saldana - Uma Thurman - Gus Van Sant - Christine Vachon - Taika Waititi - Jeffrey Wright | - John Canemaker - Melissa Cobb - Sofia Coppola - Geena Davis - Hope Davis - Madeleine Di Nonno - Jorge R. Gutiérrez - Elizabeth Ito - Kyle MacLachlan - Lynn McVeigh - Matthew Modine - Mark Osborne - Ira Sachs - Zoe Saldana - Uma Thurman - Nora Twomey - Taika Waititi - Jeffrey Wright |

| - Peilin Chou - Melissa Cobb - Geena Davis - Madeline Di Nonno - Amy Freidman - Elizabeth Ito - Kyle MacLachlan - Guillermo Martinez - Matthew Modine - Ramsey Naito - Mark Osborne - Peter Ramsey - Ira Sachs - Uma Thurman - Nora Twomey |